# Сайто, Такао (мангака)
Такао Сайто (яп. 斎藤隆夫, さいとう・たかを Сайто: Такао, 3 ноября 1936, префектура Вакаяма — 24 сентября 2021) — автор манги и гэкиги, наиболее известен работой Golgo 13, выходящий с 1968 года. Также популярна его манга Kage Gari (1969) и Barom One (1970). В 2010 году мангака был награждён Орденом Восходящего солнца IV степени.

## Биография
Сайто родом из префектуры Вакаяма, а с 1950-х годов жил в Осаке. В школе он был лучшим на уроках рисования и планировал заняться профессиональным боксом. В средней школе ходил в кружок сумоистов.
В старших классах, под влиянием американских фильмов «Кинг-Конг» и Война миров, он решил стать мангакой. Первая профессиональная работа Baron Air (яп. 空気男爵 Ку:ки дансяку) была опубликована в 1955 году. В 1958 Такао Сайто переехал в Токио, где организовал «Студию гэкиги» (яп. 劇画工房 гэкига ко:бо) вместе с рядом других художников (Масахико Мацумото, Масару Сакураи, Сумуму Мон, Цу Мотоми и др.). В 1958 году Ёсихиро Тацуми, Синдзи Нагасима и Сайто с коллегами отправили Осаму Тэдзуке письмо с приглашением на «Фабрику гэкиги»; Тэдзука, однако, называл гэкигу «антимангой» и относился к ней отрицательно, хотя впоследствии сам стал рисовать в похожем стиле.
Студия гэкиги просуществовала до 1960 года. В апреле 1960 Сайто создал компанию Saito Production, на данный момент включающую 19 сотрудников. С января 1969 года в журнале Big Comic выходит Golgo 13, входящая в число наиболее длинных манг в Японии. За неё автор был награждён премией издательства Shogakukan в 1976 году. С 1971 года он давал уроки по рисованию манги.
Скончался 24 сентября 2021 года от рака поджелудочной железы на 85-м году жизни, о его смерти было объявлено 29 сентября. По желанию мангаки, Golgo 13 продолжат сотрудники его студии, редакторы издательства и приглашённые сценаристы.

## Работы
- Baron Air (яп. 空気男爵 Ку:ки дансяку, 1955)
- Typhoon Goro (яп. 台風五郎 Тайфу: Горо:, 1958)
- Devil King (яп. デビルキング Дэбиру кингу, 1964)
- 007 Series (1964—1967)
- Muyonosuke (яп. 無用ノ介 Муёносукэ, 1967)
- Golgo 13 (яп. ゴルゴ13 Горуго Са:ти:н, 1968–2021)
- Kage Gari (яп. 影狩り Кагэгари, 1969)
- Survival (яп. サバイバル Сабайбару, 1976–1978)
- Barom-1 (яп. バロム・1 Барому ити, 1970)
- Japan Sinks (1970) (манга адаптация)[13]
- Master Thief Sugar (яп. 怪盗シュガー Кайто: Сюга:, 1972), которая была адаптирована в неизданную видеоигру для NES Secret Ties[14]
- Hawking (яп. ホーキング Хо:кингу, 1974)
- Doll: The Hotel Detective (яп. ホテル探偵DOLL Хотэру тантэй До:ру, 1980)[15]
- Kumotori Zanpei (яп. 雲盗り暫平 Кумотори Дзампэй, 1983–1988)
- Onihei Hankachō (яп. 鬼平犯科帳 Онихэй Ханкатё:, 1993–2021) (манга адаптация)
- Breakdown (яп. ブレイクダウン Бурэйкудаун, 1995)
- Professional Swordsmen of the Edo Era (яп. 剣客商売 Кэнкяку сё:бай, 1998–1999) (манга адаптация)[16]
- Shikake Jin Fujieda Baian (яп. 仕掛人 藤枝梅安 Сикакэдзин Фудзиэда Байан, 2002–2016)